# Kalvsund
Kalvsund é uma pequena ilha da província da Bohuslän, situada no Arquipélago do Norte de Gotemburgo, no Estreito do Categate. Está localizada entre duas ilhas de maior dimensão - Öckerö e Björkö. Tem 206 habitantes (2018) e uma área de 18 quilômetros quadrados. Pertence ao município de Öckerö.

## Comunicações
Kalvsund é uma ilha sem automóveis. Está ligada por ferryboat às vizinhas ilhas de Björkö, Öckerö e Grötö. Para chegar à terra firme existe uma linha de ferryboat de Björkö para Lilla Varholmen.